# Anton Šerf
Anton Šerf (Dedonci, 17. svibnja, 1798. – Mihalovci, 19. lipnja, 1882.) slovenski je rimokatolički svećenik, pisac, pjesnik, homilet, autor istočnoštajerskoga književnog jezika.
Rođen je kao sin ratara Šümena Šerfa i Marjete Pokan u mjestu Dedonci, u dijelu Radgonskog trokuta, koji je danas u Austriji. Njegovo selo je nedaleko od Prekomurja u Sloveniji, gdje se govorio prekomurski jezik. Istočnoštajerski i prekomurski su inačice istočnoslovenskog jezika, jeezika čiji su autori uz Šerfa, Peter Dajnko, Štefan Modrinjak, Gregor Jožef Plohel, Vid Rižner, Koloman Kvas i drugi.
Jako rano je upoznao Petra Dajnka i preuzeo njegov pravopis dajnčicu. Pisao je propovijedi i pjesme, iako ove pjesme nisu se udomaćile u krugovima štajerskih Slovenaca. Šerf je bio privržen književnomu jeziku i pravopisu Petra Dajnka. Kada Anton Martin Slomšek je zabranio dajnčicu, Šerf privatno dalje upotrebljavao dajnčicu.
Bio je kapelan u mnogim mjestima slovenske Štajerske.
Godine 1838. je postao župnik u Svetinjama kod Mihalovca. 
1876. godine je odišao u mirovinu.

## Djela
- Pad no zdig чloveka (Padanje i uspon čovjeka), 1832.
- Predge na vse nedele no svetke celega kerȣŋko-katolȣkega cirkvenega leta (Propovijedi na svaku nedjelju i blagdan sve kršćanske katoličke crkvene godine), 1835.
- Cvetŋak ali roxŋek (Cvetnjak ili ružičnjak), 1835.